# SC 500
La SC 500 era una bomba a caduta libera progettata per essere impiegata da parte della Luftwaffe nella seconda guerra mondiale. Era la bomba da 500 kg di dotazione standard di molti velivoli che operarono per la Germania nazista ed essendo sprovvista di sistemi di guida o di freno aerodinamico, arrivava sul bersaglio "in caduta libera".
Apparteneva alla famiglia di bombe d'aereo "SC", dal tedesco Sprengbombe Cylindrisch - (bomba detonante cilindrica).
Ne venne studiata una versione planante radiocontrollata antinave dal nome Henschel Hs 293.

## Lista di bombe tipo SC
| Nome               | peso(kg)      | diametro (mm) | lunghezza (mm) | lunghezza del corpo bomba (mm) | esplosivo (kg) |
| ------------------ | ------------- | ------------- | -------------- | ------------------------------ | -------------- |
| SC 50              | 50 (+/- 4)    | 200           | 1100           | 766                            | 25             |
| SC 100 it          | 100           |               |                |                                | 47–50          |
| SC 250             | 250 (+/- 12)  | 368           | 1640           | 1173                           | 125            |
| SC 500             | 500 (+/- 20)  | 470           | 2010           | 1432                           | 260            |
| SC 500 J           | 500           | 470           | 1975           |                                | 245            |
| SC 1000 "Herrmann" | 1027 (+/- 34) | 654           | 2580           | 1678                           | 530–590        |
| SC 1200            | 1117          | 650           | 2781           | 1905                           | 631            |
| SC 1800 "Satan"    | 1832 (+/- 65) | 660           | 3500           | 2674                           | 1000–1100      |
| SC 2000            | 2000          | 660           | 3500           |                                | 1200           |
| SC 2500 "Max"      | 2450          | 829           | 3895           |                                | 1700           |